# Hygrohypnum arcticum
Hygrohypnum arcticum là một loài Rêu trong họ Amblystegiaceae. Loài này được (Sommerf.) Loeske mô tả khoa học đầu tiên năm 1905.